# أمريكا المفتوحة 1987 (كرة مضرب)
قائمة بالأبطال في بطولة 1987 أمريكا المفتوحة:

## الكبار

### فردي رجال
إيفان ليندل هزم  ماتس ويلندر, 6-7, 6-0, 7-6, 6-4

### فردي سيدات
مارتينا نافراتيلوفا هزم  شتيفي غراف, 7-6, 6-1